# Міяке Хіромі
Міяке Хіромі  (яп. 三宅 宏実, 18 листопада 1985) — японська важкоатлетка, олімпійська медалістка.

## Виступи на Олімпіадах
| Олімпіада   | Вагова категорія | Місце |
| ----------- | ---------------- | ----- |
| Афіни 2004  | вага мухи        | 9     |
| Пекін 2008  | вага мухи        | 6     |
| Лондон 2012 | до 48 кг         | 2     |
| Ріо 2016    | до 48 кг         | 3     |